# زياد حمزة
زياد حمزة (30-1-1974) لبناني – بريطاني. يشغل منصب مدير عام قطاعي الموسيقى والإذاعات في مجموعة إم بي سي، الإمارات العربية المتحدة. متزوج من الإعلامية هدى ياسين ولديه أربع أطفال هم حمزة وحلا وهيا وهنا، وهو عضو المجلس الإستشاري لحماية الملكية الفكرية للصوتيات في "الهيئة العامة للإعلام المرئي والمسموع" في السعودية، وعضو اللجنة الفنية في «الهيئة العامة للثقافة» منذ يوليو (تموز) 2019 في السعودية، ومشرف عام «مهرجان ضيافة في دبي»، يتملك زياد خبرة 25 عاماً في مجال الإعلام وتخرج من «الجامعة الأمريكية بلندن» عام 1993.

## عن حياته
من مواليد مدينة حالات في لبنان، انتقل إلى لندن بداية التسعينات، يحمل شهادة البكالوريوس في إدارة الأعمال من الجامعة الأميركية في المملكة المتحدة.
وهناك التحق بقنوات إم بي سي من بدايتها في لندن أواخر 1993 وهو من مؤسسي اذاعة مركز تلفزيون الشرق الأوسط منذ عام 1994  و من مؤسسي قسم الاخراج الاذاعي وقسم المنوعات، ساهم في انطلاق العديد من المحافل الفنية والاعلامية في الخليج والوطن العربي وبصماته لها الاثر الكبير في الربط بين الفن والاعلام وخدمة المجتمع الخليجي والعربي. وهو صاحب فكرة (دقوا عالخشب) العمل الفني الذي ربط الإمارات ولبنان بواحدة من اضخم الانتاجات الفنيه عام 2019.
كما اشرف على إنتاج عدد كبير من برامج المنوعات والترفيه على شاشتي إم بي سي 1 وقناة وناسه وهو المشرف العام على مهرجان ضيافه الذي يقام سنويا لتكريم نخبه من ابرز الشخصيات الادبية والفنية والاجتماعية العربية والعالمية.
كما كان لزياد دور كبير في عودة أفلام الكارتون الشهيرة ب كابتن ماجد مرة أخرى عبر قنوات إم بي سي 3 

## انجازاته
- من مؤسسي اذاعة مركز تلفزيون الشرق الأوسط منذ عام 1994
- من مؤسسي قسم الاخراج الاذاعي وقسم المنوعات
- ساهم في انطلاق العديد من المحافل الفنية والاعلامية في الخليج والوطن العربي
- صاحب فكرة (دقوا عالخشب) العمل الفني الذي ربط الإمارات ولبنان بواحدة من اضخم الانتاجات الفنيه عام 2019
- المشرف العام على مهرجان ضيافه الذي يقام سنويا لتكريم نخبه من ابرز الشخصيات الادبية والفنية والاجتماعية العربية والعالمية

## التكريمات
قام سفير دولة الإمارات في لبنان الدكتور حمد الشامسي بتكريم الإعلامي زياد حمزة مدير عام قطاعي الإذاعات والموسيقي بمجموعة قنوات إم بي سي لاشرافه ومجهوداته في التعاون المشترك بين الفنان حسين الجسمي والفنان مروان خوري في أغنية «دقوا عالخشب» التي تجسد الحب والإحترام بين شعبي الإمارات ولبنان.

## الجوائز
حصل زياد حمزة على جائزة مهرجان بياف بدورته العاشرة من ساحة الشهداء في حضور عدد من الفنانين اللبنانيين والعرب والأجانب. وحملت الدورة اسم المخترع اللبناني حسن كامل الصباح، وتولى إخراجها وليد ناصيف.

## المناصب
- 2000 مدير الاخراج والمنوعات ولاحقا مدير البرامج.
- 2007 مدير الاذاعات والمكتب الفني وقناة وناسة في مجموعة MBC.
- 2013 مدير عام الاذاعات والمكتب الفني وقناة وناسة في مجموعة MBC
- 2017 مدير عام قطاعي الموسيقى والاذاعات في مجموعة ام بي سي.[16][17][18][19][20][21][22][23][24][25]

## العضوية
- 2019 عين عضو اللجنة الفنية لهيئة الترفيه السعودية [26][27][28]
- 2018 المجلس الاستشاري لحماية الملكية الفكرية للصوتيات" في الهيئة العامة للإعلام المرئي والمسموع - المملكة العربية السعودية